# Hrabstwo Lane (Kansas)

Piramida wieku hrabstwa

Hrabstwo Lane – hrabstwo położone w Stanach Zjednoczonych, w stanie Kansas, z siedzibą w mieście Dighton. Założone 20 marca 1873 roku. Hrabstwo należy do nielicznych hrabstw w Stanach Zjednoczonych należących do tzw. dry county, czyli hrabstw gdzie decyzją lokalnych władz obowiązuje całkowita prohibicja.

## Miasto
- Dighton
- Healy (CDP)

## Sąsiednie Hrabstwa
- Hrabstwo Gove
- Hrabstwo Ness
- Hrabstwo Finney
- Hrabstwo Scott